# Hedvig Eleonora af Slesvig-Holsten-Gottorp
Hedvig Eleonora af Slesvig-Holsten-Gottorp (23. oktober 1636 — 24. november 1715) var dronning af Sverige fra 1654 til 1660. 
Hun var datter af hertug Frederik 3. af Slesvig-Holsten-Gottorp og Marie Elisabeth af Sachsen. I 1654 blev hun gift med kong Karl 10. Gustav af Sverige. Som enkedronning var hun regent fra 1660 til 1672 for sin mindreårige søn Karl 11. af Sverige, og igen i 1697 for sin sønnesøn, Karl 12. af Sverige.